# Ширтанское сельское поселение
Ширтанское се́льское поселе́ние — муниципальное образование в Ибресинском районе Чувашии Российской Федерации.
Административный центр — деревня Ширтаны.

## История
Статус и границы сельского поселения установлены Законом Чувашской Республики от 24 ноября 2004 года № 37 «Об установлении границ муниципальных образований Чувашской Республики и наделении их статусом городского, сельского поселения, муниципального района и городского округа».

## Население
| 2010  | 2012  | 2013  | 2014  | 2015  | 2016  | 2017  |
| ----- | ----- | ----- | ----- | ----- | ----- | ----- |
| 1327  | ↘1292 | ↘1251 | ↘1233 | ↗1243 | ↘1231 | ↘1204 |
| 2018  | 2019  | 2020  | 2021  |       |       |       |
| →1204 | ↘1200 | ↗1212 | ↘1194 |       |       |       |

## Состав сельского поселения
| № | Населённый пункт | Тип населённого пункта          | Население |
| - | ---------------- | ------------------------------- | --------- |
| 1 | Костер           | посёлок                         | ↗119      |
| 2 | Малый Кукшум     | деревня                         | →150      |
| 3 | Огонек           | посёлок                         | ↗178      |
| 4 | Сосновка         | деревня                         | ↗217      |
| 5 | Тымар            | посёлок                         | ↗107      |
| 6 | Ширтаны          | деревня, административный центр | ↘602      |